# Liga de Bielorrusia de balonmano
La Liga de Bielorrusia de Balonmano es la máxima competencia a nivel de clubes de Bielorrusia. Está compuesta por 11 equipos que compiten cada temporada.

## Equipos 2016-17
| Equipo            | Ciudad  | Arena                                  |
| ----------------- | ------- | -------------------------------------- |
| Vityaz-BSEU Minsk | Minsk   |                                        |
| SKA-RUOR Minsk    | Minsk   | DS Uruchcha                            |
| SKA Minsk         | Minsk   | DS Uruchcha                            |
| RCOR-2000         | Minsk   |                                        |
| Meshkov Brest 2   | Brest   | Universal: Complejo Deportivo Victoria |
| Meshkov Brest     | Brest   | Universal Complejo: Deportivo Victoria |
| Masheka Mogilev   | Mogilev |                                        |
| Kronon Grodno 2   | Grodno  |                                        |
| Kronon Grodno     | Grodno  |                                        |
| GK Gomel 2        | Gomel   | Sport Palast                           |
| GK Gomel          | Gomel   | Sport Palast                           |

## Palmarés
| - 1993: SKA Minsk - 1994: SKA Minsk (2) - 1995: SKA Minsk (3) - 1996: SKA Minsk (4) - 1997: SKA Minsk (5) - 1998: SKA Minsk (6) - 1999: SKA Minsk (7) | - 2000: SKA Minsk (8) - 2001: SKA Minsk (9) - 2002: SKA Minsk (10) - 2003: HC Arkatron Minsk - 2004: Meshkov Brest - 2005: Meshkov Brest (2) - 2006: Meshkov Brest (3) | - 2007: Meshkov Brest (4) - 2008: Meshkov Brest (5) - 2009: HC Dinamo Minsk - 2010: HC Dinamo Minsk (2) - 2011: HC Dinamo Minsk (3) - 2012: HC Dinamo Minsk (4) - 2013: HC Dinamo Minsk (5) | - 2014: Meshkov Brest (6) - 2015: Meshkov Brest (7) - 2016: Meshkov Brest (8) - 2017: Meshkov Brest (9) - 2018: Meshkov Brest (10) - 2019: Meshkov Brest (11) - 2020: Meshkov Brest (12) - 2021: Meshkov Brest (13) - 2022: Meshkov Brest (14) - 2023: Meshkov Brest (15) |

## Palmarés por equipo
|    | Club              | Títulos | Años                                                                                     |
| -- | ----------------- | ------- | ---------------------------------------------------------------------------------------- |
| 1. | Meshkov Brest     | 15      | 2004, 2005, 2006, 2007, 2008, 2014, 2015, 2016, 2017, 2018, 2019, 2020, 2021, 2022, 2023 |
| 2. | SKA Minsk         | 10      | 1993, 1994, 1995, 1996, 1997, 1998, 1999, 2000, 2001, 2002                               |
| 3. | HC Dinamo Minsk   | 5       | 2009, 2010, 2011, 2012, 2013                                                             |
| 4. | HC Arkatron Minsk | 1       | 2003                                                                                     |